# Гельмсдорф (Тюрингія)
Гельмсдорф (нім. Helmsdorf) — громада в Німеччині, розташована в землі Тюрингія. Входить до складу району Айхсфельд. Складова частина об'єднання громад Дінгельштедт.
Площа — 5,23 км2. Населення становить Невірний параметр metadata 16 061 046 ос. (станом на 31 грудня 2021).

## Галерея

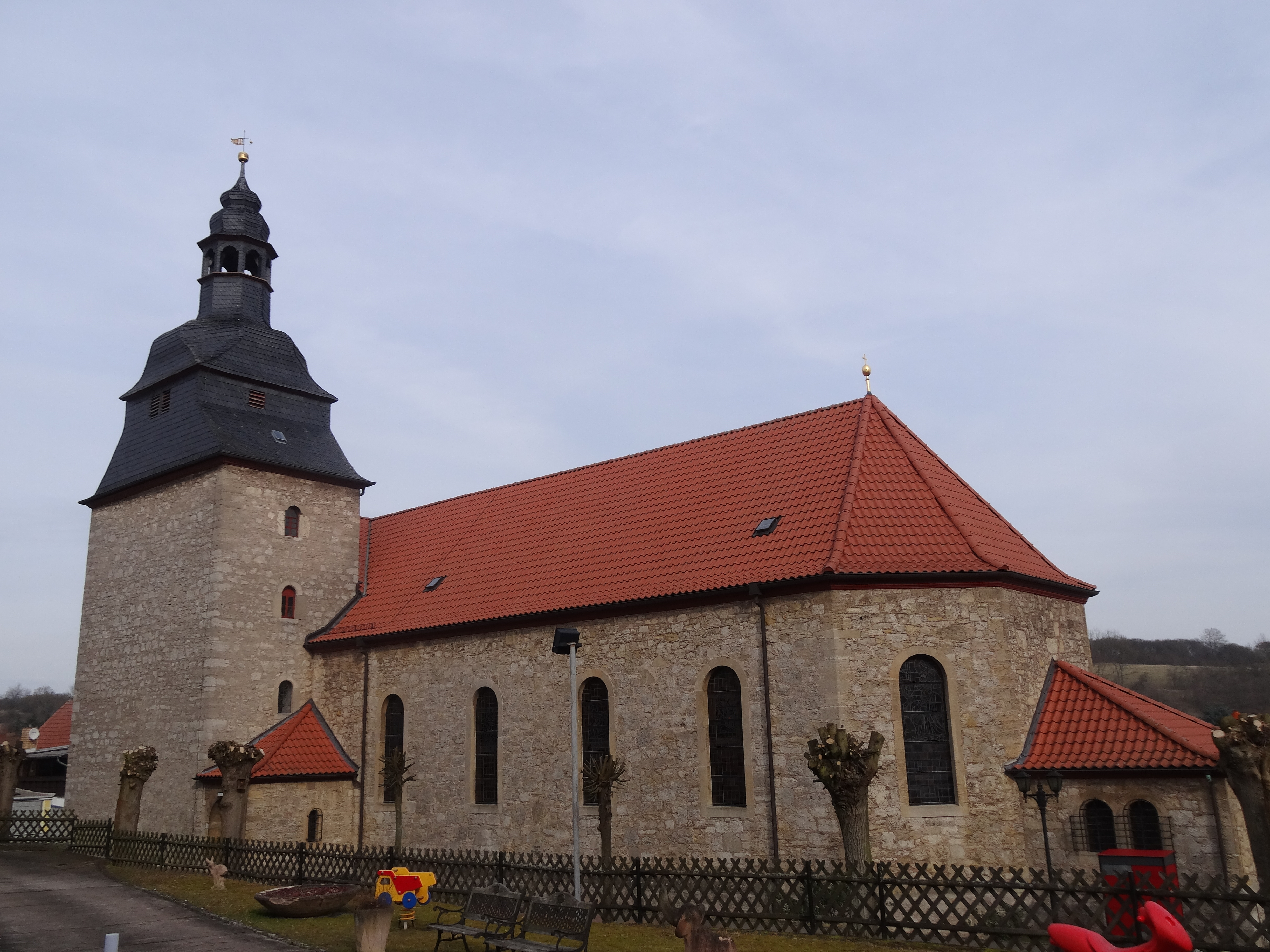